# 129 Antigone
129 Antigone este un asteroid din centura principală, descoperit pe 5 februarie 1873, de Christian Peters.